# 黒木奈々
黒木 奈々（くろき なな、1982年〈昭和57年〉11月12日 - 2015年〈平成27年〉9月19日）は、日本のフリーアナウンサー。鹿児島県鹿児島市出身。身長は172cm。最終所属事務所はセント・フォース。第一種普通自動車免許、実用英語技能検定2級、フランス語検定2級の資格を有する。

## 経歴・人物

### アナウンサー
小学生時代からアナウンサーを志し、中学校で軟式テニス部、高校で硬式テニス部に所属して主将を務め、特技はフランス語、テニス。実父の影響から熱烈なラグビーファンでもあった。鹿児島県立鶴丸高等学校を経て女性アナウンサーの輩出が多い 上智大学外国語学部フランス語学科を卒業、在学中に1年間フランスへ留学。大学入学直後からフジテレビのアナウンススクール、テレビ朝日アスクで修練した。また、在学中にフジテレビの『めざましテレビ』（2003年3月28日放送）の取材を受け、同局OGの小島奈津子を目標に「アナウンサーを目指している」と語った。
アナウンサー採用試験に1年留年して臨んだが、在京キー局と地方局の選考を通過せず、報道記者として2006年4月に毎日放送（MBS）へ入社。同期はアナウンサーの前田阿希子や伊藤広。報道局ニュースセンター所属報道記者として活動するが、2007年2月に退社。
退社後は毎日放送の先輩に勧められたTBSニュースバードのキャスターオーディションに合格。2007年4月からクリエイティブ・メディア・エージェンシー （CMA）へ移籍、TBSニュースバードでニュースキャスターを務め、『ドクター月尾 地球の方程式』の2代目聞き手役や、2009年4月から半年間は早朝から午前7時台を担当した。同局のキャスターであった汾陽麻衣は鹿児島県出身で同年齢で、亡くなる近年は繋がりはなかったが親交があった。
2010年3月にCMAを退所。8月にセント・フォースへ移籍したが、ニュースバードは2011年3月まで出演。TBSのウェブサイトは2010年4月以降「フリーアナウンサー」と表記した。
2011年4月からNHK BS1の『ワールドWaveトゥナイト』でサブキャスターを務めた。ニュース、天気予報などを担当、フランス語で取材インタビューもこなした。
2014年3月31日からNHK BS1の『国際報道2014』のメインキャスターを務めた。

### 闘病生活と復帰
2014年7月27日、レストランで突然内臓をぎゅっと握られたような激痛を覚えたため、救急車で病院に搬送され、緊急入院した。この時点では急性胃潰瘍と診断される。当初は早い夏休みとして8月18日に復帰したが、検査で悪性細胞が発見されたため、8月27日から休養に入り、9月10日に胃癌を患っている旨を公表した。公表直前の段階ではステージIの初期癌と診断され、がん研究会有明病院のセカンド・オピニオンも当初は同様であったが、再検査では開腹術による胃の全摘出を要すると診断された。9月19日に手術が行われ、10月5日に退院。関係者から手術は成功して転移もない旨が発表された。
退院後は1年間の予定で抗がん剤治療を継続しつつ、2015年1月4日にNHK総合テレビの『国際報道2015特別版』に1日限定で復帰し、早ければ2015年4月の本格復帰を目指して治療に専念すると表明した。2015年3月26日、闘病記『未来のことは未来の私にまかせよう31歳で胃がんになったニュースキャスター』を文藝春秋から出版、3月30日から毎週月曜日限定で『国際報道2015』のキャスターに復帰した。

### 死去
2015年7月の定期検査で癌のリンパ節転移が判明。このため、7月13日の放送を最後に体調不良として再び番組出演を休止し、8月上旬に都内の病院に入院した後、9月に自宅に戻った。出演番組では8月31日の放送で休養が発表された。
休養後の復帰を目指したが、2015年9月19日午前2時55分に都内の自宅で両親に看取られ死去。セント・フォースが報道各社へFAXで伝えた。通夜、葬儀、告別式は黒木家とセント・フォースの合同葬として青山葬儀所で執り行われた。法名は「釋光蓮」。32歳没。生涯独身だった。

## 担当番組
- メディアの明日（NHK BS1）[44]（2014年5月 - 、不定期番組[45]）
- TBSニュースバード[4] - 不定期（主に月曜夜間・水曜早朝・日曜日中を中心に担当）[46]
  - 東京証券取引所からのリポート（2009年3月27日）
  - 早朝の「あさいちバード」 メーンキャスター（2009年4月1日 - 9月18日）、火曜日キャスター（2009年10月 - 2010年3月）
  - 「ドクター月尾 地球の方程式」聞き手（2007年4月 - 2010年12月の最終回）
  - 「CBS60ミニッツ」進行役（2010年4月14日 - 2011年3月23日）
- 黒木奈々・汾陽麻衣の屋久島紀行[47]（TBSチャンネル・初回放送は2009年7月18日） - ナビゲーター
- プレミアムコレクション（BS-TBS） - リポーター
- ワールドWaveトゥナイト（NHK BS1）[4]（2011年4月1日 - 2014年3月28日）サブキャスター
- 国際報道2015(国際報道2014)（NHK BS1）[48]（2014年3月31日 - 2015年7月13日）メインキャスター

担当当初は全曜日担当。2014年8月28日から病気療養中だったが、2015年3月30日より月曜日担当として復帰。同年7月13日まで出演。8月31日に正式な休養入りが発表。

## 著書
- 『未来のことは未来の私にまかせよう 31歳で胃がんになったニュースキャスター』文藝春秋、2015年3月26日。ISBN 978-4-16-390238-8。
  - 『未来のことは未来の私にまかせよう 31歳で胃がんになったニュースキャスター』文藝春秋、2015年3月26日。ISBN 978-4-16-390238-8。 - honto版